# American Spin
American Spin jest jedną z trzech typowych figur jive'a, wykonywana jest w rytmie kroku podstawowego tego tańca (raz-dwa, trzy-i-cztery, pięć-i-sześć), polega ona na obrocie partnerki, która odbija się od ręki wystawionej przez partnera. 
Kroki partnera w American Spin polegają na wykonaniu zwykłego kroku podstawowego, z tym, że akcja chasse musi być wykonana do przodu (są również wersje, w których akcja wykonywana jest w miejscu lub do tyłu). W trakcie wykonywania pierwszego chasse musi wystawić rękę, by partnerka mogła się od niej odbić.
Partnerka w figurze American Spin wykonuje krok do tyłu, po czym odbija się ręką wykonując obrót w prawo, po którym zakańcza krok tańcząc chasse do tyłu.
Figura jest jedną z najpopularniejszych figur jive'a, a dobrze wykonana, potrafi nadać odpowiedni charakter temu tańcowi.